# Villarino de los Aires
Villarino de los Aires település Spanyolországban, Salamanca tartományban. Villarino de los Aires Fermoselle, Trabanca, Ahigal de Villarino, Villar de Samaniego, La Vídola, La Peña, Pereña de la Ribera és Mogadouro községekkel határos. Lakosainak száma 739 fő (2024).

## Népesség
A település népessége az elmúlt években az alábbi módon változott:
| Lakosok száma | 1154 | 1091 | 1011 | 961  | 938  | 908  | 843  | 796  | 764  | 739  |
|               | 2001 | 2004 | 2007 | 2009 | 2012 | 2014 | 2017 | 2019 | 2022 | 2024 |